# Michael Lang (futbolista)
Michael Lang (Egnach, Suiza, 8 de febrero de 1991) es un exfutbolista suizo que jugaba de defensa.

## Biografía
En 2006, y tras subir del equipo filial, debutó como futbolista con el FC St. Gallen. Jugó durante 74 partidos y marcó cinco goles. Además en 2009 ganó la Challenge League, ascendiendo así a la máxima categoría. En 2011 fichó por el Grasshopper Club Zürich, y tres años después se hizo con la Copa Suiza. Tras jugar desde 2015 en el F. C. Basilea, para la temporada 2018-19 fichó por el Borussia Mönchengladbach. En agosto de 2019 fue cedido una temporada al Werder Bremen. El curso siguiente regresó a Mönchengladbach y en julio de 2021 volvió al F. C. Basilea firmando un contrato por dos años. Esta segunda etapa en el club finalizó en julio de 2024 tras llegar a un acuerdo para su desvinculación. El siguiente mes de noviembre se anunció su fichaje por el F. C. Wil para ejercer de director deportivo a partir de julio de 2025.

## Selección nacional
Jugó un total de 31 partidos con la selección de fútbol de Suiza. Debutó el 14 de agosto de 2013 en un partido amistoso contra Brasil. Marcó su primer gol contra Albania el 11 de octubre de 2013.
El 13 de mayo de 2014 el entrenador de la selección de Suiza, Ottmar Hitzfeld, incluyó a Lang en la lista oficial de 23 jugadores convocados para afrontar la Copa Mundial de Fútbol de 2014.

### Participaciones en Copas del Mundo
| Mundial                        | Sede   | Resultado        |
| ------------------------------ | ------ | ---------------- |
| Copa Mundial de Fútbol de 2014 | Brasil | Octavos de final |
| Copa Mundial de Fútbol de 2018 | Rusia  | Octavos de final |

## Clubes
| Club                     | País     | Año       | Partidos | Goles |
| ------------------------ | -------- | --------- | -------- | ----- |
| F. C. St. Gallen         | Suiza    | 2006-2011 | 74       | 5     |
| Grasshopper Club Zürich  | Suiza    | 2011-2015 | 152      | 14    |
| F. C. Basilea            | Suiza    | 2015-2018 | 122      | 26    |
| Borussia Mönchengladbach | Alemania | 2018-2019 | 18       | 1     |
| Werder Bremen (cedido)   | Alemania | 2019-2020 | 10       | 0     |
| Borussia Mönchengladbach | Alemania | 2020-2021 | 3        | 0     |
| F. C. Basilea            | Suiza    | 2021-2024 | 99       | 9     |

## Palmarés

### Campeonatos nacionales
| Título             | Club                    | País  | Año  |
| ------------------ | ----------------------- | ----- | ---- |
| Challenge League   | F. C. St. Gallen        | Suiza | 2009 |
| Copa de Suiza      | Grasshopper Club Zürich | Suiza | 2013 |
| Superliga de Suiza | F. C. Basilea           | Suiza | 2016 |
| Superliga de Suiza | F. C. Basilea           | Suiza | 2017 |
| Copa de Suiza      | F. C. Basilea           | Suiza | 2017 |